# 富士根村
富士根村（ふじねむら）は静岡県の東部、富士郡に属していた村である。現在の富士宮市東部、弓沢川以東の地域にあたる。

## 地理
- 山 ： 富士山
- 河川 ： 弓沢川

## 歴史
- 1889年（明治22年）4月1日 - 町村制の施行により、粟倉村、村山村、大岩村、杉田村、小泉村が合併して発足。
- 1955年（昭和20年）4月1日 - 富士宮市と合併し、改めて富士宮市が発足。同日富士根村廃止。

## 交通

### 鉄道路線
日本国有鉄道身延線が村域を通過しており、ごく近くに源道寺駅が所在。なお、当初は村内に富士根駅が建設される予定であったが、実際の立地は隣の鷹岡村内となった。